# Pedro de los Ríos
 (janvier 2021).
Si vous disposez d'ouvrages ou d'articles de référence ou si vous connaissez des sites web de qualité traitant du thème abordé ici, merci de compléter l'article en donnant les références utiles à sa vérifiabilité et en les liant à la section « Notes et références ».
Fray Pedro de los Ríos (c. 1496 - c. 1547) est un missionnaire domicain en Nouvelle-Espagne au milieu du XVIe siècle.

## Biographie
Peu de choses sont connues sur sa vie.
Il a contribué à la création des manuscrits maintenant connus sous le nom de Codex Telleriano-Remensis et Codex Vaticanus A, qui décrivent la culture et l'histoire aztèques. Le Codex Vaticanus A est également connu sous le nom de Codex Ríos, d'après Pedro de los Ríos.
Il a aussi soutenu Pizarro dans sa seconde expédition, plus que son prédécesseur qui s'était montré très peu enthousiaste à cette idée.